# Rosemary's Baby (romanzo)
Rosemary's Baby è un romanzo horror scritto da Ira Levin nel 1967. 
È il secondo e sicuramente il più noto tra i romanzi pubblicati dall'autore statunitense.

## Trama
Rosemary e Guy Woodhouse, una giovane coppia, si trasferiscono in un nuovo appartamento a New York dalla sinistra fama. Fanno velocemente amicizia con i vicini Roman e Minnie Castevet, che all'apparenza sembrano gentili, ma che in seguito si scopriranno facenti parte di una congrega di streghe.
La notte in cui la giovane coppia concepisce un bambino segna l'inizio di un incubo: Rosemary scopre che il marito Guy ha permesso al diavolo di ingravidarla in cambio di una carriera da attore. I nove mesi di gravidanza saranno un susseguirsi di fatti terrificanti: l'improvviso suicidio di una ragazza appena conosciuta, incubi e sogni strani di Rosemary, Guy che si allontana sempre di più dalla moglie.

## Curiosità
- Un anno dopo nel 1968, dal libro è stato tratto il film Rosemary's Baby - Nastro rosso a New York, con Mia Farrow (nella parte di Rosemary) e John Cassavetes, per la regia di Roman Polański.
- Nel 1997 Ira Levin ha pubblicato un sequel, intitolato Il figlio di Rosemary, e lo ha dedicato a Mia Farrow.
- Nel 2014 è andata in onda su NBC un'omonima mini-serie televisiva composta da due episodi, con Zoe Saldana e Jason Isaacs. In Italia la miniserie è andata in onda su Rai 4.

## Edizioni
- Ira Levin, Rosemary's Baby, traduzione di Veraldi A., collana Oscar varia, Arnoldo Mondadori Editore, 2005,  p. 183,  880453768X.